# Mesothen erubescens
Mesothen erubescens là một loài bướm đêm thuộc phân họ Arctiinae, họ Erebidae.